# Romos (gmina)
Romos (niem. Rumes) – gmina w Rumunii, w okręgu Hunedoara. Obejmuje miejscowości Ciungu Mare, Pișchinți, Romos, Romoșel i Vaidei. W 2011 roku liczyła 2604 mieszkańców.